# Zapotitlán del Río
Zapotitlán del Río es una comunidad en el municipio de San Mateo Yucutindoo en el estado de Oaxaca. Zapotitlán del Río está a 1407 metros de altitud. 

## Geografía
Está ubicada a 16° 31' 23.88"  latitud norte y 97° 8' 29.76"  longitud oeste.

## Población
Según el censo de población de INEGI de 2010: la comunidad cuenta con una población total de 316 habitantes, de los cuales 165 son mujeres y 151 son hombres. Del total de la población 0 personas hablan alguna lengua indígena.

## Ocupación
El total de la población económicamente activa es de 101 habitantes, de los cuales 73 son hombres y 28 son mujeres.